# هورن باخ
هورن باخ(به آلمانی: Hornbach) یکی از بزرگترین فروشگاه‌های ساخت و ساز و وسایل ساختمانی در اروپا می‌باشد.

## تاریخچه
این شرکت در سال ۱۸۷۷ میلادی توسط میشاییل هورن باخ تأسیس شد. ۲۳ سال بعد توسط یکی از پسران او، کارایی این شرکت گسترش پیدا کرد. در سال ۱۹۶۸، اوتمار هورن باخ، مغازه ی وسایل ساختمانی و باغبانی را باز کرد که در زمان خود، ابتکار جدیدی محسوب می شد . با بازشدن اولین شعبه ی این شرکت در اتریش، گسترش فعالیت‌های این شرکت به خارج از مرزهای آلمان رسید.